# Szent Erzsébet-plébániatemplom (Bécs)
A Szent Erzsébet-plébániatemplom egy szabadon álló templom a Szent Erzsébet téren, Bécs 4. kerületében. A bécsi főegyházmegyehez tartozik. A római katolikus plébániatemplomot 1868-ban szentelték fel Szent Erzsébet tiszteletére.
A bécsi 4/5 esperességhez (litvánul: decanatus) a Bécs-város vikariátusában tartozik. A templom műemlék épület.